# きどこうたろう
きど こうたろう（1981年9月13日 - ）は、日本のマジシャン、パフォーマー、YouTuber。北海道札幌市在住。近年は覆面マジシャン「マスクドエックス」としての活動が多い。

## 芸風
「妖怪マジック」という新しいマジックショーをしている。
- 針5本と糸を飲み込んで繋げて出す。
- 気でバナナの中身だけを切る。
- ビール瓶を割って食べる。
- 小麦粉を一瞬でパンに変える。
- 必殺トランプ投げ（トランプを投げて野菜を切ったり、風船を割ったり、瓶の蓋を開けたり）

などの「妖術」を使う。

## 略歴・人物紹介
- 2003年に「アニマル仮面」として劇場でアクションショーとマジックショーを行なう。
- 2008年8月にUGMクロースアップマジックコンテストに出場。
- 2009年3月にはロサンゼルスのマジックキャッスルの厳しい審査を受けて北海道初のマジシャンズメンバーになる。
- 現在はマジックショーを飲食店、祭り行事、挙式、宴会などで年間150公演以上行なっている。
- 2010年以降ラスベガス、韓国、香港などの海外でショーを行なう。
- かつて札幌にあったゲーム会社のハドソンで働いていたことがある。
- 動物や自然が好きでチャリティーイベントをやる事もある。
- 2011年11月に南三陸町と気仙沼市で震災復興ライブを行なう。
- 2014年、フロリダ州クロースアップマジックコンテスト準優勝
- 2018年、日本カジノ学院札幌校卒業生第一号
- 2020年、北海道内の街並み（開店・閉店した店など）や廃墟を探索するYouTubeチャンネル「キッドマン北海道探索」を開設。近年は、再生可能エネルギー批判や外国人トラブル、北海道ニュース1週間など時事的な内容も取り上げている。

## 受賞
- 「フロリダマジックコンベンションコンテスト」準優勝 (2014年)

## TV・ラジオ出演
- のりゆきのトークDE北海道（北海道文化放送）
- えきスタ（北海道文化放送）
- ストリートファイターズ（テレビ朝日）
- ラジオ出演（FMアップル・ラジオカロスサッポロ、Air-G'）
- ハナタレナックス（北海道テレビ放送）